# Gleno (Timor Est)
Gleno è una città di Timor Est, capitale del distretto di Ermera. È situata 30 km a sud-ovest di Dili, capitale nazionale, ma nonostante la breve distanza sono necessarie due ore di auto per raggiungerla da questa a causa della strada ridotta in condizioni disastrose.
Essendo vicino alla capitale della nazione, Gleno ha sofferto la campagna intimidatoria ai tempi del referendum per l'indipendenza Timorese tenuto nel 1999